# Without a Fight
«Without a Fight» —literalmente en español: —Sin luchar— es una canción grabada por el artista de música country estadounidense Brad Paisley junto a Demi Lovato. Fue lanzado el 13 de mayo de 2016 Arista Nashville como el primer sencillo del undécimo próximo álbum de estudio de Brad. Brad coescribió la canción con Kelley Lovelace y Lee Thomas Miller, y coproducido con Lucas Wooten.

## Video musical
El vídeo con la letra de la canción fue lanzado en YouTube a través del canal oficial de Vevo, el 13 de mayo de 2016. Cuenta detrás de las imágenes de las escenas del proceso de grabación de la canción.

## Presentaciones en vivo
Demi se unió Brad para interpretar la canción en Irvine Meadows Amphitheatre el 20 de mayo de 2016.

## Posicionamiento en listas

### Semanales
| País           | Lista                          | Mejor posición |
| -------------- | ------------------------------ | -------------- |
| Canadá         | Canadá Country (Billboard)     | 12             |
| Estados Unidos | Country Airplay (Billboard)    | 16             |
| Estados Unidos | Hot Country Songs (Billboard)  | 23             |
| Estados Unidos | Bubbling Under Hot 100 Singles | 5              |